# Billy Elliot (musical)
Billy Elliot es un musical basado en la película homónima de 2000, con música de Elton John y libreto y letras de Lee Hall. Su trama central se desarrolla en torno a Billy, un niño de once años de un pequeño pueblo inglés que descubre su pasión por la danza en contra de los deseos de su padre. La acción se sitúa en 1984, durante la huelga de mineros que paralizó la industria del carbón en Reino Unido para protestar contra los recortes del gobierno de Margaret Thatcher. 
El espectáculo se estrenó en 2005 en el West End londinense y posteriormente también ha podido verse en Broadway y en numerosas ciudades a lo largo de todo el mundo. Entre los muchos premios que acumula se incluyen el Olivier y el Tony al mejor musical.

## Producciones

### West End
Antes de su debut en Londres estaba previsto que Billy Elliot realizase una temporada de prueba en el Tyne Theatre and Opera House de Newcastle, pero debido a problemas financieros del propio teatro y al abultado presupuesto del proyecto, al final se decidió estrenar directamente en la capital inglesa.
La première mundial tuvo lugar el 11 de mayo de 2005 en el Victoria Palace Theatre del West End, con funciones previas desde el 31 de marzo y un reparto encabezado por Liam Mower, James Lomas y George Maguire alternándose como Billy Elliot, Haydn Gwynne como Mrs. Wilkinson, Tim Healy como padre, Joe Caffrey como Tony y Ann Emery como abuela. Producido por Universal Stage Productions, Working Title Films y Old Vic Productions, el montaje fue dirigido por Stephen Daldry, responsable también de la película original. El resto del equipo creativo lo completaron Peter Darling en la coreografía, Ian MacNeil en el diseño de escenografía, Nicky Gillibrand en el diseño de vestuario, Rick Fisher en el diseño de iluminación, Paul Arditti en el diseño de sonido y Martin Koch en la supervisión musical. La inversión total ascendió a 5,5 millones de libras.
Billy Elliot recibió el aplauso de la crítica y en la edición de 2006 de los Olivier fue nominado en nueve categorías, alzándose finalmente con los premios al mejor musical nuevo, mejor actor (ex aequo para Liam Mower, James Lomas y George Maguire), mejor coreografía y mejor diseño de sonido. A la edad de trece años, Liam Mower se convirtió en la persona más joven de la historia de los Olivier en ser distinguido en la categoría de mejor actor, un reconocimiento que además nunca antes había sido compartido por varios intérpretes.
Con motivo del primer aniversario del espectáculo, el 12 de mayo de 2006 se ofreció una función especial en la que los tres Billy Elliots originales se alternaron el papel protagonista. La velada también contó con la presencia de Elton John.
En noviembre de 2009 nació el programa educativo Billy Youth Theatre, una iniciativa para que escuelas y agrupaciones de teatro juveniles de todo Reino Unido pudiesen poner en escena su propia adaptación de Billy Elliot. Lee Hall y Martin Koch se involucraron activamente en el proyecto y crearon una versión abreviada de la obra en exclusiva para las compañías suscritas al programa.
Tras el fallecimiento de Margaret Thatcher el 8 de abril de 2013, se realizó un sondeo entre el público asistente al teatro para decidir si se suprimía o no la canción «Merry Christmas, Maggie Thatcher» en la representación de esa noche, ya que su letra incluye frases controvertidas como «We all celebrate today 'cause it's one day closer to your death». La respuesta en favor de mantenerla fue prácticamente unánime.
En abril de 2013, Billy Elliot consiguió un nuevo Olivier al ser votado por los oyentes de la BBC Radio 2 como el espectáculo más popular.
Después de once años en cartel, la producción bajó el telón por última vez el 9 de abril de 2016, debido al cierre del Victoria Palace Theatre para su rehabilitación. En total, más de cinco millones de espectadores vieron el musical a lo largo de las 4 566 funciones que se llevaron a cabo, durante las cuales 42 niños diferentes interpretaron el personaje de Billy Elliot (entre ellos, nombres hoy tan conocidos como el actor Tom Holland).

### Broadway
El 13 de noviembre de 2008, el Imperial Theatre de Broadway acogió el estreno neoyorquino de Billy Elliot, con funciones previas desde el 1 de octubre y el mismo equipo detrás que el montaje londinense, al que se incorporó The Weinstein Company como productora asociada. Trent Kowalik, quien ya había dado vida a Billy en el West End, se alternó el papel protagonista con Kiril Kulish y David Álvarez, acompañados de Haydn Gwynne repitiendo como Mrs. Wilkinson, Gregory Jbara como padre, Santino Fontana como Tony y Carole Shelley como abuela.
El espectáculo fue aclamado por la crítica y rápidamente se convirtió en un éxito de público, logrando recuperar la inversión inicial de dieciocho millones de dólares en tan solo catorce meses. En 2009, Billy Elliot igualó el récord de Los productores al recibir quince nominaciones en los premios Tony. Finalmente se impuso en diez categorías, entre ellas mejor musical y mejor actor principal para los tres Billy Elliots originales, siendo la primera vez en la historia de los Tony que esta distinción era compartida por tres intérpretes. En la actualidad, el récord de nominaciones lo ostenta Hamilton con dieciséis candidaturas.
La puesta en escena de Broadway se despidió definitivamente el 8 de enero de 2012, después de 1 312 funciones regulares y 40 previas. A lo largo de los más de tres años que se mantuvo en cartel, la producción vio pasar por su elenco a un total de quince Billy Elliots diferentes.

### México
El debut en México tuvo lugar el 14 de febrero de 2017 en el Centro Cultural de Ciudad de México, con un reparto liderado por Mauricio Arriaga, Demián Ferráez, Ian González, Aarón Márquez y Jesús Trosino alternándose como Billy Elliot, Anahí Allué como Mrs. Wilkinson, Hernán Mendoza como padre, Carlos Fonseca como Tony y Norma Lazareno y Concepción Márquez alternándose como abuela. David Álvarez, uno de los Billy Elliots originales de Broadway, interpretó a ese mismo personaje en su etapa adulta.
Producida por Alejandro Gou, la versión mexicana de Billy Elliot contó con dirección de Gabriel Barre, coreografía de Peter Darling supervisada por Cara Kjellman, diseño de escenografía de Sergio Villegas y Adrián Martínez, diseño de vestuario de Estela Fagoaga, diseño de iluminación de Jason Kantrowitz, diseño de sonido de Gastón Briski, dirección musical de Carlos Ramírez y dirección residente de Donald Bertrand. El libreto y las letras fueron adaptados al español por Susana Moscatel y René Franco.
Tras diez meses de representaciones, el espectáculo dijo adiós a la capital el 30 de diciembre de 2017 y a continuación se embarcó en una gira que dio comienzo el 20 de enero de 2018 en el Teatro Galerías de Guadalajara y finalizó el 11 de agosto de 2018 en el Teatro Morelos de Morelia, sumando un total de 314 funciones.

### España
En España se estrenó el 5 de octubre de 2017 en el Nuevo Teatro Alcalá de Madrid, de la mano de SOM Produce. Pablo Bravo, Pau Gimeno, Cristian López, Miguel Millán, Oscar Pérez y Diego Rey encabezaron el elenco original alterándose como Billy Elliot, acompañados de Natalia Millán como Mrs. Wilkinson, Carlos Hipólito como padre, Adrián Lastra como Tony y Mamen García como abuela. Los jóvenes intérpretes que dieron vida a los personajes infantiles fueron formados en una escuela creada para la ocasión en la que colaboraron diversos centros especializados.
La puesta en escena española estuvo dirigida por David Serrano e incluyó las coreografías originales de Peter Darling, con Toni Espinosa como coreógrafo asociado y Gaby Goldman a cargo de la dirección musical. El resto del equipo artístico lo completaron Ricardo Sánchez Cuerda en el diseño de escenografía, Ana Llena en el diseño de vestuario, Juan Gómez-Cornejo y Carlos Torrijos en el diseño de iluminación, Gastón Briski en el diseño de sonido y el propio David Serrano junto a su hermano Alejandro en la adaptación del libreto y las letras al castellano. Para poner en marcha el proyecto fue necesaria una inversión de cinco millones de euros, así como una remodelación a fondo del Nuevo Teatro Alcalá.
Después de tres temporadas de éxito, Billy Elliot se despidió de Madrid el 10 de marzo de 2020. En un principio el cierre estaba previsto para el 12 de julio de 2020, pero tuvo que ser adelantado debido a la pandemia de COVID-19.
Una vez concluida su etapa en la capital y como adiós definitivo, el espectáculo viajó hasta Barcelona, donde se instaló en el Teatre Victòria entre el 9 de octubre de 2021 y el 22 de mayo de 2022. En total, la producción española de Billy Elliot fue vista por más de un millón de espectadores durante las 1 166 funciones que se llevaron a cabo.

### Otras producciones
Billy Elliot se ha representado en países como Alemania, Australia, Brasil, Canadá, Chile, Corea del Sur, Dinamarca, España, Estados Unidos, Estonia, Finlandia, Grecia, Hungría, Irlanda, Islandia, Israel, Italia, Japón, México, Noruega, Nueva Zelanda, Países Bajos, Panamá, Perú, Polonia, Reino Unido, República Checa, Suecia o Suiza, y ha sido traducido a multitud de idiomas.
La primera ciudad en poner en escena el musical después de Londres fue Sídney, donde estuvo en cartel entre el 13 de noviembre de 2007 y el 9 de noviembre de 2008 en el Capitol Theatre. Posteriormente, esa misma producción también pudo verse en el Majesty's Theatre de Melbourne entre el 15 de enero y el 14 de junio de 2009.
En Norteamérica ha salido a la carretera en varias ocasiones. La primera gira, aunque se la suele considerar como tal, en realidad solo realizó dos paradas, una en el Oriental Theatre de Chicago entre el 18 de marzo y el 28 de noviembre de 2010, y otra en el Ed Mirvish Theatre de Toronto entre el 1 de febrero y el 4 de septiembre de 2011.
Entre el 14 de agosto de 2010 y el 27 de febrero de 2011, el LG Arts Center de Seúl acogió la primera versión en lengua no inglesa de Billy Elliot. La puesta en escena fue una réplica exacta de la original, si bien algunas expresiones malsonantes del libreto tuvieron que ser suavizadas para adecuar el texto al público coreano.
Stage Entertainment produjo el espectáculo en Países Bajos, donde pudo verse entre el 30 de noviembre de 2014 y el 7 de noviembre de 2015 en el Circustheatre de La Haya.
Una gira por Reino Unido e Irlanda se estrenó el 8 de marzo de 2016 en el Theatre Royal de Plymouth y permaneció en la carretera durante más de un año, concluyendo el 17 de junio de 2017 en el Milton Keynes Theatre. Una vez finalizada la etapa británica, el montaje fue transferido al Theater am Großmarkt de Hamburgo entre el 29 de junio y el 23 de julio de 2017.

## Números musicales
| Acto I - «The Stars Look Down» * - «Shine» - «Grandma's Song» - «Solidarity» - «Expressing Yourself» - «The Letter» - «Born to Boogie» - «Angry Dance» | Acto II - «Merry Christmas, Maggie Thatcher» - «Deep Into the Ground» - «Swan Lake» - «He Could Be a Star» - «Electricity» - «Once We Were Kings» - «The Letter (Reprise)» - «Finale» |

* «The Stars Look Down» es un homenaje a la novela del mismo nombre de A. J. Cronin, una de las fuentes de inspiración de Lee Hall para escribir el guion de la película original.

## Repartos originales
| Personaje       | West End (2005)                                  | Broadway (2008)                          | México (2017)                                                            | España (2017)                                                                   |
| Billy Elliot    | Liam Mower James Lomas George Maguire            | Kiril Kulish David Álvarez Trent Kowalik | Mauricio Arriaga Demián Ferráez Ian González Aarón Márquez Jesús Trosino | Pablo Bravo Pau Gimeno Cristian López Miguel Millán Oscar Pérez Diego Rey       |
| Mrs. Wilkinson  | Haydn Gwynne                                     | Haydn Gwynne                             | Anahí Allué                                                              | Natalia Millán                                                                  |
| Padre           | Tim Healy                                        | Gregory Jbara                            | Hernán Mendoza                                                           | Carlos Hipólito                                                                 |
| Tony            | Joe Caffrey                                      | Santino Fontana                          | Carlos Fonseca                                                           | Adrián Lastra                                                                   |
| Abuela          | Ann Emery                                        | Carole Shelley                           | Norma Lazareno Concepción Márquez                                        | Mamen García                                                                    |
| Mr. Braithwaite | Steve Elias                                      | Thommie Retter                           | Óscar Carapia Jorge Cahero                                               | Alberto Velasco                                                                 |
| George          | Trevor Fox                                       | Joel Hatch                               | Arturo Echeverría                                                        | Juan Carlos Martín                                                              |
| Madre           | Stephanie Putson                                 | Leah Hocking                             | Laura Luz                                                                | Noemí Gallego                                                                   |
| Billy adulto    | Issac James                                      | Stephen Hanna                            | David Álvarez                                                            | Axel Amores                                                                     |
| Michael         | Ryan Longbottom Ashley Luke Lloyd Brad Kavanagh  | Frank Dolce David Bologna                | Gael Cortés Eduardo Minett Anthon Mor                                    | Álvaro de Juana Samuel Gómez Lucas Miramón Son Khoury Diego Poch Beltrán Remiro |
| Debbie          | Lucy Stephenson Emma Hudson Brooke Havana Bailey | Erin Whyland                             | Elaine Haro Abril Michel                                                 | Sofía Andrés Ainara Cardoso Sofía Pérez Habana Rubio Leire Sánchez              |

Reemplazos destacados en México
- Billy Elliot: Diego Sánchez, Sergio Barberi
- Padre: Arturo Echeverría
- Tony: Jonathan Laredo
- George: Said Castro
- Billy adulto: César Vázquez

Reemplazos destacados en España
- Billy Elliot: Hugo González, Julián Cecilio, Millán de Benito, Ludovico Moreno, Alonso Fernández, Jorge Lamelas, Iker Castell, Pablo Fito, Marc Gelabert, Pol Ribet, Max Vilarrasa, Mario Alcalá, Bernat Pastor, Andrey Kaverznikov
- Padre: Juan Carlos Martín, José Luis Torrijos, Óscar de la Fuente, Nancho Novo
- Tony: Llorenç González, Robert González, Adam Jezierski, Agustín Otón, Felipe Ansola
- Abuela: Teresa Guillamón
- Mr. Braithwaite: Roberto Bonacini, Manolo Supertramp, Aránzazu Zárate, Juanki Fernández
- George: David Lorente, Andoni Agirregomezkorta, Pedro Ángel Roca
- Madre: Allende Blanco
- Billy adulto: Sergio Torrado, Jerónimo Ruiz, Javier de la Asunción, Enric Marimón

## Grabaciones
Hasta la fecha se han editado los álbumes grabados por los elencos de Londres (2005) e Italia (2015).
El álbum original de Londres fue publicado por Polydor Records el 5 de diciembre de 2005 y contiene todas las canciones del espectáculo, dejando fuera únicamente la pieza instrumental de El lago de los cisnes que suena durante el segundo acto. También existe una edición especial con un disco extra que incluye los temas «The Letter», «Merry Christmas Maggie Thatcher» y «Electricity» interpretados por Elton John.
Además, el 28 de septiembre de 2014, la función matinal de la producción londinense fue filmada y proyectada en directo en cines de varios países. La representación contó con Elliott Hanna como Billy Elliot, Ruthie Henshall como Mrs. Wilkinson, Deka Walmsley como padre, Chris Grahamson como Tony, Ann Emery como abuela y Liam Mower, uno de los tres protagonistas originales, como Billy adulto. Asimismo, durante los saludos finales, 25 de los actores que habían interpretado el papel principal a lo largo de los años subieron al escenario para bailar un número creado especialmente para la ocasión. El evento fue un éxito y el primer fin de semana de exhibición lideró la taquilla de Reino Unido e Irlanda. Posteriormente, también fue editado en DVD y Blu-ray por Universal Pictures.

## Premios y nominaciones

### Producción original del West End
| Año  | Premio        | Categoría                                     | Nominado                                      | Resultado |
| ---- | ------------- | --------------------------------------------- | --------------------------------------------- | --------- |
| 2006 | Olivier Award | Mejor musical nuevo                           | Mejor musical nuevo                           | Ganador   |
| 2006 | Olivier Award | Mejor actor en un musical                     | Liam Mower, James Lomas, George Maguire       | Ganadores |
| 2006 | Olivier Award | Mejor actriz en un musical                    | Haydn Gwynne                                  | Nominada  |
| 2006 | Olivier Award | Mejor intérprete de reparto en un musical     | Tim Healy                                     | Nominado  |
| 2006 | Olivier Award | Mejor dirección                               | Stephen Daldry                                | Nominado  |
| 2006 | Olivier Award | Mejor coreografía                             | Peter Darling                                 | Ganador   |
| 2006 | Olivier Award | Mejor diseño de escenografía                  | Ian MacNeil                                   | Nominado  |
| 2006 | Olivier Award | Mejor diseño de iluminación                   | Rick Fisher                                   | Nominado  |
| 2006 | Olivier Award | Mejor diseño de sonido                        | Paul Arditti                                  | Ganador   |
| 2013 | Olivier Award | Premio del público al espectáculo más popular | Premio del público al espectáculo más popular | Ganador   |

### Producción original de Broadway
| Año  | Premio                               | Categoría                               | Nominado                                                                             | Resultado |
| ---- | ------------------------------------ | --------------------------------------- | ------------------------------------------------------------------------------------ | --------- |
| 2009 | Tony Award                           | Mejor musical                           | Mejor musical                                                                        | Ganador   |
| 2009 | Tony Award                           | Mejor libreto de un musical             | Lee Hall                                                                             | Ganador   |
| 2009 | Tony Award                           | Mejor música original                   | Lee Hall, Elton John                                                                 | Nominados |
| 2009 | Tony Award                           | Mejor actor principal en un musical     | Kiril Kulish, David Álvarez, Trent Kowalik                                           | Ganadores |
| 2009 | Tony Award                           | Mejor actor de reparto en un musical    | David Bologna                                                                        | Nominado  |
| 2009 | Tony Award                           | Mejor actor de reparto en un musical    | Gregory Jbara                                                                        | Ganador   |
| 2009 | Tony Award                           | Mejor actriz de reparto en un musical   | Haydn Gwynne                                                                         | Nominada  |
| 2009 | Tony Award                           | Mejor actriz de reparto en un musical   | Carole Shelley                                                                       | Nominada  |
| 2009 | Tony Award                           | Mejor dirección en un musical           | Stephen Daldry                                                                       | Ganador   |
| 2009 | Tony Award                           | Mejor coreografía                       | Peter Darling                                                                        | Ganador   |
| 2009 | Tony Award                           | Mejores orquestaciones                  | Martin Koch                                                                          | Ganador   |
| 2009 | Tony Award                           | Mejor diseño de escenografía            | Ian MacNeil                                                                          | Ganador   |
| 2009 | Tony Award                           | Mejor diseño de vestuario               | Nicky Gillibrand                                                                     | Nominado  |
| 2009 | Tony Award                           | Mejor diseño de iluminación             | Rick Fisher                                                                          | Ganador   |
| 2009 | Tony Award                           | Mejor diseño de sonido                  | Paul Arditti                                                                         | Ganador   |
| 2009 | Drama Desk Award                     | Mejor musical                           | Mejor musical                                                                        | Ganador   |
| 2009 | Drama Desk Award                     | Mejor libreto de un musical             | Lee Hall                                                                             | Ganador   |
| 2009 | Drama Desk Award                     | Mejor actor de reparto en un musical    | Gregory Jbara                                                                        | Ganador   |
| 2009 | Drama Desk Award                     | Mejor actriz de reparto en un musical   | Haydn Gwynne                                                                         | Ganadora  |
| 2009 | Drama Desk Award                     | Mejor dirección en un musical           | Stephen Daldry                                                                       | Ganador   |
| 2009 | Drama Desk Award                     | Mejor coreografía                       | Peter Darling                                                                        | Ganador   |
| 2009 | Drama Desk Award                     | Mejores orquestaciones                  | Martin Koch                                                                          | Ganador   |
| 2009 | Drama Desk Award                     | Mejor música                            | Elton John                                                                           | Ganador   |
| 2009 | Drama Desk Award                     | Mejor diseño de iluminación             | Rick Fisher                                                                          | Ganador   |
| 2009 | Drama Desk Award                     | Mejor diseño de sonido                  | Paul Arditti                                                                         | Ganador   |
| 2009 | Outer Critics Circle Award           | Mejor musical nuevo                     | Mejor musical nuevo                                                                  | Ganador   |
| 2009 | Outer Critics Circle Award           | Mejor música nueva                      | Mejor música nueva                                                                   | Ganador   |
| 2009 | Outer Critics Circle Award           | Mejor actor de reparto en un musical    | Gregory Jbara                                                                        | Ganador   |
| 2009 | Outer Critics Circle Award           | Mejor actriz de reparto en un musical   | Haydn Gwynne                                                                         | Ganadora  |
| 2009 | Outer Critics Circle Award           | Mejor actriz de reparto en un musical   | Carole Shelley                                                                       | Nominada  |
| 2009 | Outer Critics Circle Award           | Mejor dirección en un musical           | Stephen Daldry                                                                       | Ganador   |
| 2009 | Outer Critics Circle Award           | Mejor coreografía                       | Peter Darling                                                                        | Ganador   |
| 2009 | Outer Critics Circle Award           | Mejor diseño de vestuario               | Nicky Gillibrand                                                                     | Nominado  |
| 2009 | Outer Critics Circle Award           | Mejor diseño de iluminación             | Rick Fisher                                                                          | Ganador   |
| 2009 | Outer Critics Circle Award           | Mejor diseño de escenografía            | Ian MacNeil                                                                          | Nominado  |
| 2009 | Outer Critics Circle Award           | Premio especial                         | Kiril Kulish, David Álvarez, Trent Kowalik                                           | Ganadores |
| 2009 | Theatre World Award                  | Theatre World Award                     | Kiril Kulish, David Álvarez, Trent Kowalik                                           | Ganadores |
| 2009 | New York Drama Critics' Circle Award | Mejor musical                           | Mejor musical                                                                        | Ganador   |
| 2009 | Young Artist Award                   | Mejor reparto en un musical de Broadway | Kiril Kulish, David Álvarez, Trent Kowalik, Frank Dolce, David Bologna, Erin Whyland | Ganadores |

### Producción original española
| Año  | Premio                    | Categoría                          | Nominado                                                                                            | Resultado |
| ---- | ------------------------- | ---------------------------------- | --------------------------------------------------------------------------------------------------- | --------- |
| 2018 | Premio del Teatro Musical | Mejor musical                      | Mejor musical                                                                                       | Ganador   |
| 2018 | Premio del Teatro Musical | Mejor dirección de escena          | David Serrano                                                                                       | Nominado  |
| 2018 | Premio del Teatro Musical | Mejor dirección musical            | Gaby Goldman                                                                                        | Nominado  |
| 2018 | Premio del Teatro Musical | Mejor coreografía                  | Peter Darling, Toni Espinosa                                                                        | Ganadores |
| 2018 | Premio del Teatro Musical | Mejor escenografía                 | Ricardo Sánchez Cuerda                                                                              | Ganador   |
| 2018 | Premio del Teatro Musical | Mejor diseño de iluminación        | Juan Gómez-Cornejo, Carlos Torrijos                                                                 | Nominados |
| 2018 | Premio del Teatro Musical | Mejor diseño de sonido             | Gastón Briski                                                                                       | Nominado  |
| 2018 | Premio del Teatro Musical | Mejor maquillaje y peluquería      | Laura Rodríguez Domingo                                                                             | Nominada  |
| 2018 | Premio del Teatro Musical | Mejor figurinista                  | Ana Llena                                                                                           | Nominada  |
| 2018 | Premio del Teatro Musical | Mejor actriz protagonista          | Natalia Millán                                                                                      | Ganadora  |
| 2018 | Premio del Teatro Musical | Mejor actor protagonista           | Carlos Hipólito                                                                                     | Nominado  |
| 2018 | Premio del Teatro Musical | Mejor actor protagonista           | Pablo Bravo, Pau Gimeno, Cristian López, Miguel Millán, Oscar Pérez, Diego Rey                      | Nominados |
| 2018 | Premio del Teatro Musical | Mejor actriz de reparto            | Mamen García                                                                                        | Ganadora  |
| 2018 | Premio del Teatro Musical | Mejor actor de reparto             | Juan Carlos Martín                                                                                  | Nominado  |
| 2018 | Premio del Teatro Musical | Mejor actor de reparto             | Álvaro de Juana, Samuel Gómez, Lucas Miramón, Son Khoury, Diego Poch, Beltrán Remiro, Hugo González | Nominados |
| 2018 | Premio del Teatro Musical | Interpretación destacada masculina | Pablo Bravo, Pau Gimeno, Cristian López, Miguel Millán, Oscar Pérez, Diego Rey                      | Nominados |
| 2018 | Premio del Teatro Musical | Premio excepcional                 | Elenco infantil                                                                                     | Ganador   |